# Teugelijsvogel
De teugelijsvogel (Halcyon malimbica) is een ijsvogel die voorkomt in Afrika.

## Beschrijving
De teugelijsvogel is een middelgrote ijsvogelsoort met een lengte van 25 cm. Het is een vergrote uitvoering van de senegal-ijsvogel, met een veel zwaardere snavel die van boven rood en van onder zwart is. Een volwassen exemplaar heeft een turquoise-blauwe borst, wangen en rug en is ook blauw op de staart. De kop is van boven grijsbruin en er loopt een brede zwarte oogstreep tot aan de snavel (de "teugel").

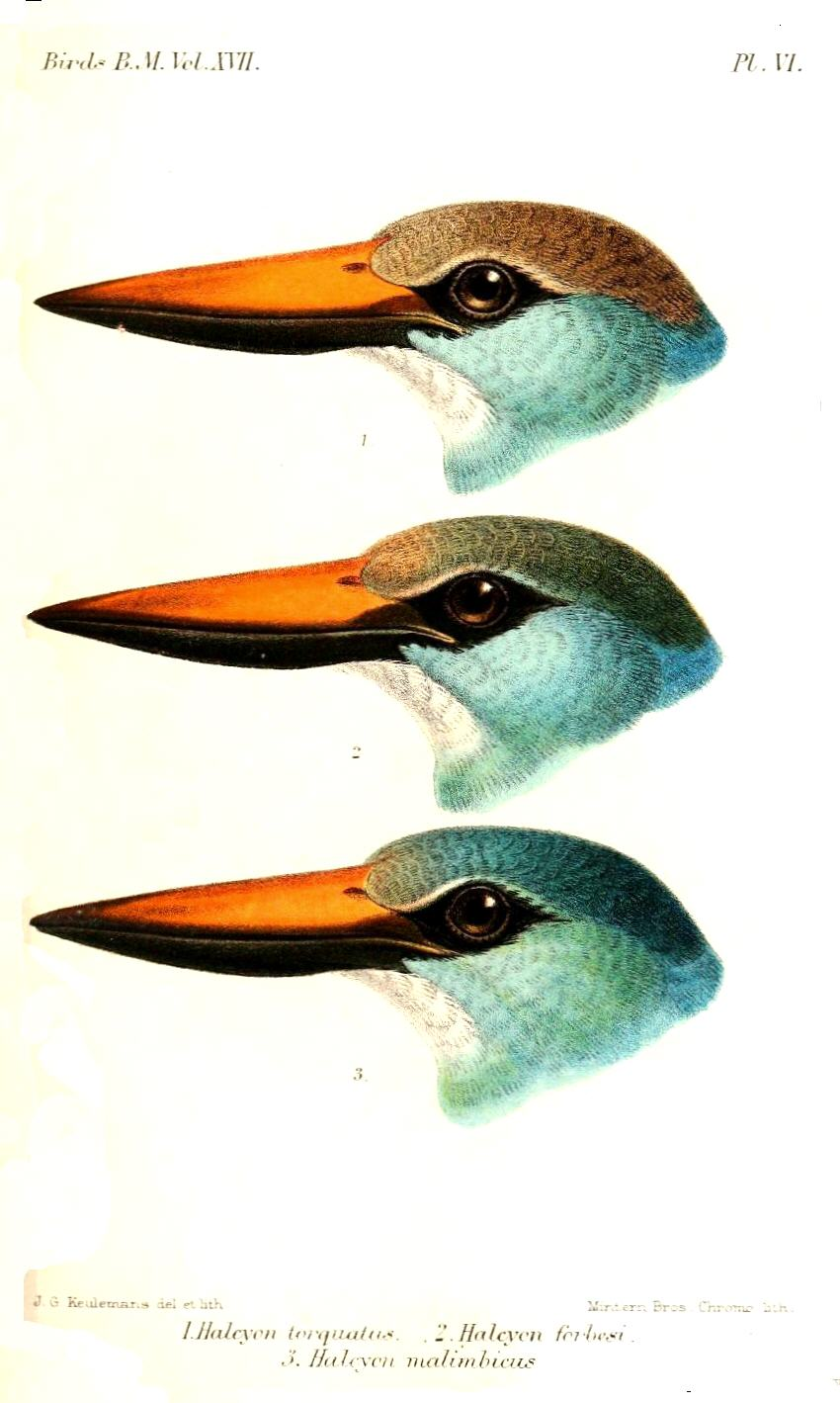
Afbeelding van de drie ondersoorten door John Gerrard Keulemans Van boven naar beneden: H. m. torquata, H. m. forbesi en H. m. malimbica.

## Verspreiding en leefgebied
Er worden vier ondersoorten onderscheiden:
- H. m. torquata: van Senegal en Gambia tot Guinee-Bissau en westelijk Mali.
- H. m. forbesi: van Sierra Leone tot westelijk Kameroen en op het eiland Bioko.
- H. m. dryas: Principe in de Golf van Guinee.
- H. m. malimbica: van Kameroen tot Oeganda en Zambia.

Het leefgebied bestaat uit gebieden met bos en water, waaronder ook mangrovebos. Het is een luidruchtige vogel die zich voedt met ongewervelde dieren zoals grote insecten en krabben verder met vis, kikkers maar ook met noten van de oliepalm.

## Status
De grootte van de populatie is niet gekwantificeerd. Er is aanleiding te veronderstellen dat de soort in aantal achteruit gaat. Echter, het tempo ligt onder de 30% in tien jaar (minder dan 3,5% per jaar). Om die redenen staat deze ijsvogel als niet bedreigd op de Rode Lijst van de IUCN.